# Katun (Vranje)
Pour les articles homonymes, voir Katun.
Katun (en serbe cyrillique : Катун) est un village de Serbie situé sur le territoire de la Ville de Vranje, district de Pčinja. Au recensement de 2011, il comptait 408 habitants.

## Étymologie
Le nom Katun provient du mot albanais Katund qui veut dire village.

## Démographie
| 1948 | 1953 | 1961 | 1971 | 1981 | 1991 | 2002 | 2011 |
| ---- | ---- | ---- | ---- | ---- | ---- | ---- | ---- |
| 536  | 531  | 548  | 501  | 458  | 449  | 432  | 408  |

|  |